# Biosteres quebecensis
Biosteres quebecensis är en stekelart som först beskrevs av Léon Abel Provancher 1881.  Biosteres quebecensis ingår i släktet Biosteres och familjen bracksteklar. Inga underarter finns listade.